# Sosandži
Sosandži (japonsky 曽山寺駅, Sosandži-eki) je neobsazená železniční stanice společnosti JR Kjúšú na trati Ničinan. Zastavují zde pouze osobní vlaky. Stanice byla otevřena 8. května 1963 původně v majetku Japonské národní železnice, 1. dubna 1987 byla pak v rámci velké privatizace převedena do majetku nástupnické společnosti JR Kjúšú.

Stanice se nachází v blízkosti ústí řeky Kaeda, státní dálnice 220 a Ničinanského pobřeží.

## Navazující stanice
JR Kjúšú
Trať Ničinan
■Spěšné vlaky Ničinan Marine (japonsky 日南マリーン号)
vlaky stanicí projíždějí
■Osobní vlaky
Undókóen (1,2 km) ◄ Sosandži ► (1,2 km) Kodomonokuni